# Rakops
Rakops också kallad Tsienyane är en ort (village) i distriktet Central i Botswana. 